# Moulton Taylor
Moulton B. "Molt" Taylor född 29 september 1912 i Portland, Oregon, död 16 november 1995, var en amerikansk flygplanskonstruktör som konstruerade den första användbara kombinationen av flygplan och bil.
Taylor studerade till ingenjör vid University of Washington. Efter studierna sökte han sig till United States Navy där han utbildades till pilot. Under andra världskriget forskade han inom flottans program för konstruktion av robotar. Efter kriget konstruerade han sin första flygande bil Aerocar, konstruktionen ledde till att han grundade företaget Aerocar International i Longview, Washington, för att marknadsföra och tillverka flygbilen. Trots sin förkärlek för flygbilar konstruerade Taylor även amfibieflygplanet Aerocar Coot och sportflygplanet Aerocar Imp som kunde tillverkas av hemmabyggare under uppsikt av Experimental Aircraft Association. Taylors flygbil Aerocar tillverkades i sex exemplar,  två av flygbilarna finns utställda vid EAA AirVenture Museum och Seattles Museum of Flight, en flygbil ägdes av en tid av Bob Cummings och är den enda av de sex flygbilarna som är luftvärdig.